# جودفري نيللر
جودفري نيللر (بالألمانية: Gottfried Kneller)‏ (8 أغسطس 1646 - 19 أكتوبر 1723)، رسام ألماني المولد. ولد نيللر في مدينة لوبيك في ألمانيا، وحالما اشتهر كرسام تصويري ذهب ليعيش في إنجلترا عام 1675. وأصبح فنه التصويري رائجاً في مختلف أنحاء إنجلترا حتى أنه كلف برسم صور لأعضاء الأسرة المالكة ومنهم تشارلز الثاني ووليام الثالث الذي جعله رسامه الخاص. زار بطرس الاكبر قيصر روسيا إنجلترا خلال فترة حكم وليام، فرسم نيللر صورة لهذا القيصر، وقد رسم أيضاً صوراً لأشهر رجال الدولة والكتّاب في عصره.

## روابط خارجية
- جودفري نيللر على موقع الموسوعة البريطانية (الإنجليزية)